# Jaume Cascalls
Jaume Cascalls (Berga, principis del segle xiv – c. 1378) fou un escultor del gòtic català.

## Biografia
Jaume Cascalls va néixer a la ciutat de Berga, com demostra el fet que ell signés al retaule de Cornellà de Conflent "Iacobum Cascalli de Berga". Posteriorment, en una data desconeguda, va passar a viure a Barcelona, i es té constància documental que es va casar el 1346 amb Maria Bassa, filla del pintor Ferrer Bassa i germana d'Arnau Bassa. Maria va morir el 1348 -any en què també varen morir el seu pare i el seu germà a causa de la pesta- i Cascalls es va tornar a casar amb la vídua d'un tal Simó Serradell de Barcelona, amb qui tindria una filla anomenada Francesca.
Amb el seu sogre Ferrer Bassa hi tingué una relació professional i artística molt productiva. La semblança entre les robes amb les quals representava els seus personatges i la que indumentària de les pintures de Bassa és evident, i són manifestacions significatives d'aquesta col·laboració el fet que ambdues famílies tinguessin el control del total dels encàrrecs de la cort.
El retaule de la Mare de Déu de l'església de Santa Maria de Cornellà de Conflent data del 1345 i té el seu nom gravat, és l'obra més antiga que se li coneix.
Va començar a treballar el 1349 amb el mestre Aloi de Montbrai en l'obra a la que va dedicar la major part de la seva són els sepulcres del panteó reial del Monestir de Poblet, que es va allargar molt a causa dels constants canvis que hi introduïa el rei Pere III el Cerimoniós. La influència del mestre Aloi en Cascalls és enorme, fins al punt de comportar un problema determinar quines obres pertanyen a Aloi o bé a Cascalls. Quan en Cascalls fou nomenat mestre d'obres de la Seu Vella de Lleida (1360) va abandonar els panteons de Poblet a mitja construcció. Per al monestir de Ripoll feu algunes figures d'alabastre policromat i també per a la catedral de Girona, entre les quals destaca el cèlebre Sant Carlemany, una figura reial que reprodueix el retrat del rei Pere el Cerimoniós i que fou objecte de culte a l'altar de la capella dels Sants Màrtirs des que el bisbe Arnau de Mont-rodon instituí el culte a sant Carlemany l'any 1345.
Un cop destruïts els panteons del Poblet al segle xix, l'escultura de Sant Carlemany és la més representativa que se'n conserva i una de les peces més valuoses de l'escultura gòtica catalana. Durant la commemoració del 75è aniversari del MNAC, aquesta obra fou mostrada temporalment al museu nacional.
Durant la dècada de 1370 passà a treballar a la catedral de Tarragona, però el 1373 va haver de tornar a Poblet quan el rei el va amenaçar de confiscar-li tots els sèus béns i utilitzar-los per contractar un altre mestre d'obra. Davant d'això, Cascalls s'afanyà a acabar la sepultura del rei Pere III i les parts essencials de totes les altres tombes, però va deixar aturats dos oratoris que va haver d'anar a acabar anys després mentre treballava a Tarragona.
Es considera que la seva mort es va produir pels volts del 1378, ja que és la data de l'afranquiment del seu esclau, i bon deixeble, Jordi de Déu, a qui el rei Pere el Cerimoniós va nomenar mestre major dels sepulcres reials l'any 1381.

## Obra

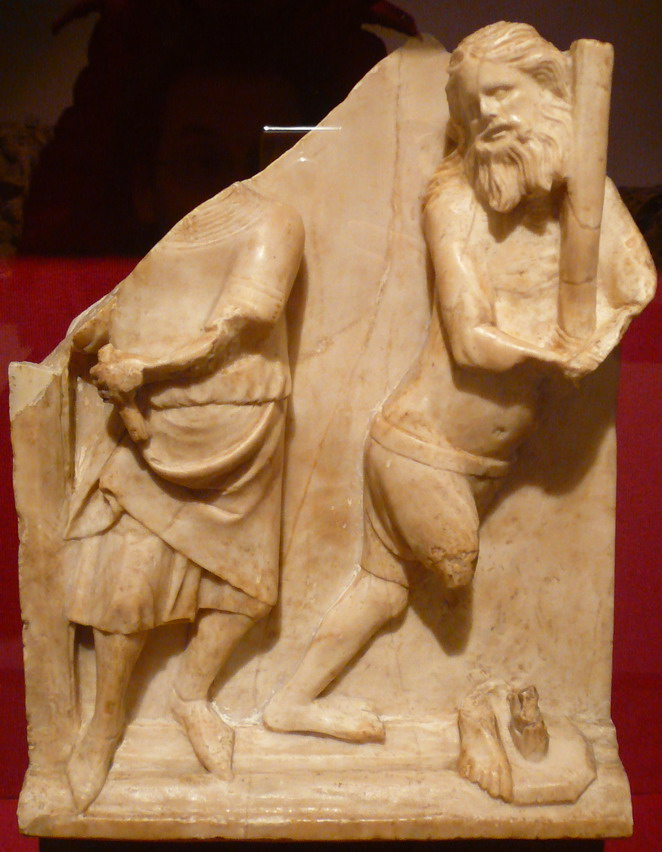
Fragment del retaule de Santa Maria de Cornellà de Conflent

Representant de l'escola catalana d'escultura gòtica alliberada d'influències franceses i italianes. La seva escultura tracta les imatges de forma més naturalista, donant així més dolçor a les femenines i més vigor a les masculines, dotades totes de poblades barbes i actituds baronívoles a causa del seu avesament als retrats reials.